# 57e brigade d'infanterie motorisée
Pour les articles homonymes, voir 57e brigade.
La 57e brigade motorisée, de son nom complet la 57e brigade séparée d'infanterie motorisée nommée d'après l'ataman du kish Kost Hordienko (ukrainien : 57-ма окрема мотопіхотна бригада імені кошового отамана Костя Гордієнка, abrégé en 57 ОМПБр ; numéro d'unité militaire А1736), est une grande unité d'infanterie motorisée de l'Armée de terre ukrainienne, créée en 2014.

## Historique

### Création
La brigade est mise sur pied en novembre 2014 à Kropyvnytskyï, sur la base de trois bataillons de défense territoriale. La guerre du Donbass a eu comme conséquence côté ukrainien la formation d'un grand nombre d'unités de volontaires pour pallier les déficiences des forces armées régulières. Ces unités sont, à partir de mai 2014, regroupées dans la défense territoriale (à raison d'au moins un bataillon par oblast), puis à la fin 2014 intégrées comme bataillon d'infanterie dans de nouvelles brigades de l'Armée de terre ukrainienne. Comme l'Ukraine manque d'équipements lourds, ces brigades ne reçoivent dans un premier temps que peu de blindés (BMP et BTR), n'ont qu'une compagnie de chars à la place du bataillon habituel (à trois compagnies), ainsi qu'une artillerie tractée en lieu et place d'obusiers automoteurs : d'où leur appellation d'infanterie motorisée plutôt que mécanisée.
Déployée dans le Donbass, la brigade combat en 2015 à Debaltseve. Le 6 mai 2019, elle reçoit le titre honorifique à rajouter à son nom de Kost Hordienko, un chef (Кошовий отаман, Kish ataman) des cosaques zaporogues, allié des Suédois contre les Russes à la bataille de Poltava, mort le 4 mai 1733.

### Invasion russe de l'Ukraine

#### Bataille de Sievierodonetsk (février - juillet 2022)
Au déclenchement de l'invasion de l'Ukraine par la Russie, la 57e brigade motorisée déployée sur la ligne de front au nord de République populaire de Louhansk autour de Trokhizbenka (en) dans la région de Sievierodonetsk et Starobilsk. Ses éléments sont engagés dès le premier jour dans les combats. Elle est rapidement débordée par la 20e armée de la Garde et le 2e corps d'armée qui attaquent à la fois par le Donbass et par la Russie. Dès les premiers jours de la guerre, l'agence de presse russe Tass diffuse la fausse nouvelle selon laquelle les soldats de la 57e brigade avaient abandonné l'armée ukrainienne pour rejoindre les forces séparatistes de la République populaire de Lougansk. Toutefois de nombreux soldats de la brigade sont faits prisonniers durant les premiers jours. Des éléments de la brigade défendent Bilovodsk au croisement de la P07 et de la T1314 à quelques kilomètres de la frontière russe. La brigade abandonne le nord de l'oblast et bat en retraite à Sievierodonetsk. Durant tout le mois de mars, elle subit de violents combats au sud de Sievierodonetsk notamment près du 29e poste de contrôle à Novotoshkivske et dans le village voisin de Nyzhnye. Les combats pour Novotoshkivske s'intensifient en avril alors que la Russie concentre son offensive sur le Donbass. Après plusieurs jours de violents combats Novotoshkivske est prise par la 4e brigade de fusiliers motorisés le 25 avril 2022. La 57e brigade subit de lourdes pertes et doit se replier à Nyzhnye qui est conquise le 9 mai,. Débute alors la bataille de Tochkivka dont la prise permettrait aux Russes d'encercler Sievierodonetsk par le sud. La brigade protège alors une large portion du flanc droit ukrainien entre Tochkivka et Metiolkine (à l'ouest de Sievierdonoetsk) en passant par Borivske (oblast de Louhansk) (en)et Voronove (oblast de Louhansk) (en),. Elle résiste plus d'un mois en dépit de violents combats et repoussant de nombreux assauts russes. Du 10 au 16 juin, les combats autour de Toshkivka sont les plus durs. Le 21 juin, Tochkivka est complètement conquise par les Russes créant une zone d'encerclement autour de Zolote. Un homme de la 57e brigade, décrit la violence des combats « Les bombardements étaient très intenses. Ils nous tiraient dessus avec tous leurs projectiles, des bombes au phosphore ont été larguées sur les positions voisines par les Russes ». Plusieurs soldats sont portés disparus et probablement faits prisonniers. Les forces ukrainiennes se retirent de Sievierodontesk et Lyssytchansk les jours suivants.

#### Contre-offensive de Kherson (29 août - 11 novembre 2022)
La brigade est retirée du front entre juillet et août 2022 afin d'être recomplétée et envoyée au repos avant d'être redéployée la 24 août sur le front sud afin de participer à la contre-offensive à venir à Kherson qui débute le 29 août 2022. Elle est déployée sur l'axe principal à l'ouest de Davydiv Brid aux côtés de la 24e brigade mécanisée, des 35e et 36e brigade de marine et la 46e brigade aéromobile qui traversent la rivière Inhoulets pour tenter une percée. Dès le premier jour, la brigade connaît de violents combats, parvenant à traverser et réaliser quelques avancées tactiques avant d'être stoppée après Sukhyi Stavok (uk) vers la localité de Kostromka par les VDV russes. La brigade subit des pertes importantes en tentant de percer le front, au moins 40 hommes sont tués au cours de la première semaine d'offensive. La 24e brigade mécanisée prend alors le relais en première ligne. Les deux brigades vont tenter sans succès de couper la route T2207 qui mène à Davydiv Brid. Le 24 septembre 2022, la brigade reçoit la distinction Pour le Courage et la Bravoure. Fin septembre 2022, après le remplacement du général Andriy Kovaltchouk par Oleksandr Tarnavsky, l'axe principal de l'offensive est déplacé au nord-est le long du Dniepr. La 57e brigade continue toutefois de mener de violents début octobre pour enfin obtenir le contrôle de Davydiv Brid. Elle se déplace sur le flanc droit de la tête de pont de la rivière Inhoulets durant la première quinzaine d'octobre où elle mène de violents combats à Mala Sejdemynukha jusqu'au retrait des forces russes de Kherson le 11 novembre.

#### Bataille de Bakhmout (décembre 2022 - septembre 2023)
A la fin du mois de mois de novembre 2022, comme la majorité des unités stationnées dans l'oblast de Kherson, la 57e brigade est déployée dans la bataille de Bakhmout afin de retenir les assauts russes. Aux côtés de la 71e brigade de chasseurs, elle contient les russes à l'entrée de la ville relevant la 58e brigade motorisée,. En particulier, elle est utilisée dans la partie orientale de la ville, c'est-à-dire dans la zone industrielle la plus facilement défendable affrontant les troupes du groupe Wagner. La brigade connaît deux mois de  sanglants combats jusqu'à sa mise en réserve en février 2023. Elle retourne au combat à la mi-mars protégeant les villages de Bohdanivka et de Khromove à l'ouest de Bakhmout, afin d'éviter l'encerclement de la ville par le nord après la prise de Soledar. En avril, le 420e bataillon de fusiliers, est affecté à la brigade. La brigade résiste dans cette zone jusqu'à la prise complète de la ville en mai 2023. En juin, elle mène des contre-attaques contre le flanc droit du déploiement russe sur le saillant nord de la ville en direction de Yahidne et Berkhivka, défendu par la 200e brigade de fusiliers motorisés de la Garde,. En juillet, un bataillon de la brigade entre dans le village, subissant des pertes dues à une contre-attaque russe menée par quatre régiments (51e et 217e aéroportés, 9e et 1428e motorisés) mais conservant la position pendant environ une semaine avant d'être contraint de se retirer. Elle reste positionnée dans le secteur jusqu'en septembre 2023.

#### Seconde bataille de Koupiansk (octobre 2023 - mai 2024)
En septembre 2023, la brigade est la troisième unité ukrainienne, après les 21e et 44e brigade, à recevoir les nouveaux véhicules de combat KTO Rosomak de Pologne. La brigade est ensuite retirée en réserve pour s'engager dans une formation. Fin octobre 2023, la brigade est redéployée vers Synkivka pour faire face à l'offensive russe de Koupiansk. Le 28 novembre, le commandant de la brigade, le colonel Oleksandr Bakouline, reçoit du président Zelensky le titre de Héros de l'Ukraine. Les combats s'intensifient en février 2024, les Russes lancant de nomnreux assauts mécanisés repoussés par les Début mai 2024, elle repousse plusieurs attaques menées par les 26e et 272e régiments du 47e division de chars la région de Kyselivka.

#### Seconde offensive de Kharkiv (depuis mai 2024)
En mai, avec des éléments de la 92e brigade d'assaut et du Régiment Kraken, la brigade intervient pour tenter de stabiliser la situation après que les forces russes sont entrées dans l'oblast de Kharkiv pour la première fois depuis septembre 2022, et ont pris certains villages frontaliers entre le 9 et le 10 mai. La brigade prend alors position à Vovtchansk, défendant la ville malgré sa forte infériorité numérique. Renforcée par des éléments de la 71e brigade de chasseurs, elle parvient dans les jours suivants à arrêter les troupes russes dans les faubourgs de la ville. En juillet, des éléments de la brigade sont détachés en vue de leur formation sur des véhicules de combat américains M2 Bradley, probablement pour la création de futures unités. Dans la même période, à la suite de la loi ukrainienne qui permet à certaines catégories de prisonniers de servir volontairement dans l'armée, la 57e brigade motorisée est l'une des unités à intégrer un certain nombre d'entre eux dans ses rangs, créant le bataillon « Škval ". En juillet, le 420e bataillon est transféré à la 68e brigade de chasseurs. Fin septembre, elle repousse un assaut majeur vers le centre de Vovchansk mené par le 82e régiment de la 69e division de fusiliers motorisés, infligeant de lourdes pertes aux troupes russes. 

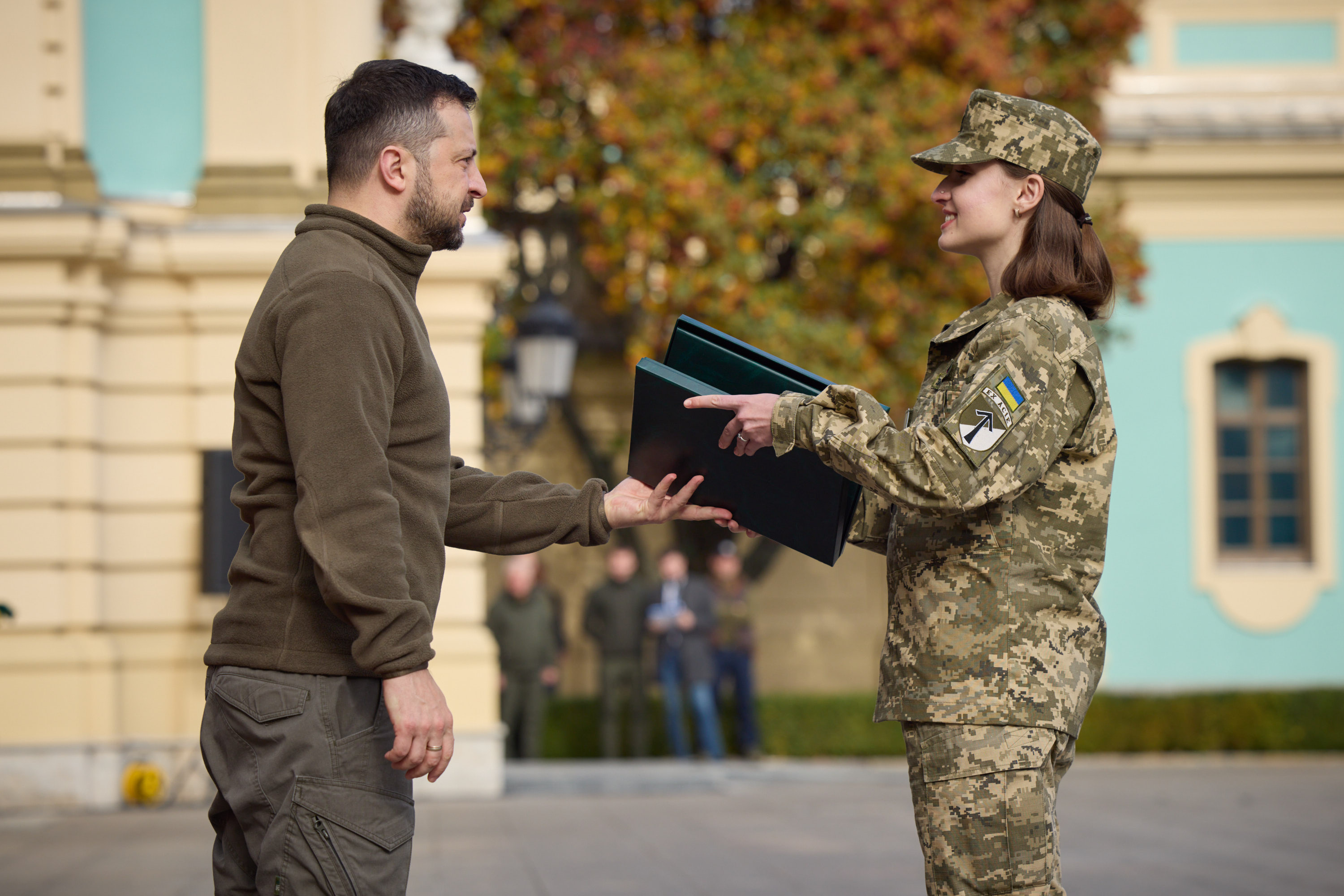
Remise de médaille lors de la Journée des défenseurs et défenseuses de l'Ukraine de 2022.

## Composition
.

### Structure
En octobre 2024 l'ordre de bataille connu de la brigade est le suivant :
- État-major de la brigade,
  - 
    -  compagnie de protection du QG ;

  -  17e bataillon d'infanterie motorisée « Kirovohrad » (uk)[30], (unité militaire A4279, Zelenyy Pid (oblast de Kherson) (uk), (BMP-1, KTO Rosomak, YPR-765)) ;
  -  34e bataillon motorisé « Mère Patrie » (uk) (en ukrainien : Batkivshchyna)[31], (unité militaire A4935, Novooleksiïvka (oblast de Kherson), (BMP-1, KTO Rosomak, YPR-765)) ;
    -  Shalena Zhraya (unité d'assaut composé de tchétchènes) ;

  -  42e bataillon d'infanterie motorisée « Mouvement de résistance » (uk) (en ukrainien : Рух Опору) [32], (unité militaire A4472, Zelenyy Pid (oblast de Kherson), (BMP-1, KTO Rosomak, YPR-765)) ;
  -  117e bataillon d'assaut, (M113, CV90) ;
  -  1er bataillon de fusiliers (Pick-up) ;
  -  2e bataillon de fusiliers (Pick-up) ;
  -  9e bataillon de fusiliers autonome, (unité militaire A7093,oblast de Kirovohrad, (Pick-up)) ;
  -  Bataillon de fusiliers spéciaux « Bourrasque » (en ukrainien : Шквал (Shkval))[33] ;
  -  Partisans géorgiens
  -  Bataillon de chars (T-64BV 2022) ;
  -  Groupe d'artillerie de la brigade[34] :
    - 
      -  État-major (штаб) du groupe d'artillerie ;
      -  batterie de contrôle et d'acquisition de cibles ;

    -  1er bataillon d'artillerie automotrice (2S22 Bohdana et 2S1 Gvozdika) ;
    -  2e bataillon d'artillerie (M777) ;
    -  Bataillon de lance-roquettes multiples (BM-21 Grad) ;
    -  Bataillon anti-char ;

  -  Bataillon antiaérien ;
  -  Bataillon de systèmes sans pilotes « Murchiki » (en ukrainien : Мурчики)[35]. ;
  -  compagnie de reconnaissance ;
  -  Bataillon du génie ;
  -  Bataillon logistique ;
  -  Bataillon de maintenance ;
  -  Compagnie de transmissions ;
  -  Compagnie de radar (désignation d'objectifs) ;
  -  Compagnie médicale (soins et évacuation) ;
  -  Compagnie de protection NRBC.

Le  420e bataillon de fusiliers était rattaché à la brigade jusqu'en juillet 2024.

### Équipements
Initialement, la brigade était équipée à la façon type de l'armée ukrainienne. Elle a depuis reçu un certain nombre de véhicules occidentaux ou plus modernes : 
- Bataillon de chars : T-64BV modèle 2022,
- Bataillons motorisés : véhicules BMP-1, YPR-765 hollandais, de KTO Rosomak polonais
- Bataillon d'assaut : CV-90 suédois et M113 américains
- Groupe d'artillerie : un bataillon sur 2S22 Bohdana 2.0 et 2S1 Gvozdika automoteurs, un bataillon sur M777 américains, un sur BM-21 Grad.
- Lutte antiaérienne : 9K35 Strela-10

### Commandants
- 2015 - 2017 : col. Dmytro Krassylnykov
- 2017 : col. Iouri Golovashenko
- 2018 : col. Anatoly Michantchouk
- en cours : colonel Bakoulin Oleksandr Oleksandrovytch[36].